# Oxide Pang Chun
Oxide Pang Chun (n. 1965) es un guionista y director de cine de Hong Kong, hermano gemelo de Danny Pang Fat, por lo que son conocidos como los hermanos Pang. Entre sus películas más exitosas está El ojo, que tuvo secuelas en Hollywood y una versión Hindi en la que trabajó conjuntamente con su hermano.
Además de trabajar en Hong Kong, Oxide Pang Chun y su hermano trabajan a menudo en la industria del cine de Tailandia, donde hicieron su debut como directores en equipo, con Bangkok Dangerous, que tuvo secuela en Hollywood, nueve años más tarde y con el mismo nombre: Bangkok Dangerous.

## Filmografía

### Junto con su hermano
- Bangkok Dangerous (1999)
- El ojo (Gin gwai) (2002)
- Sung horn (Omen) (2003)
- El ojo 2 (2004)
- El ojo 10 (2005)
- Re-cycle (2006)
- The Messengers (2007)
- Bangkok Dangerous reinterpretación para Hollywood 2008
- The Storm Warriors (2009)

### Como director
- Who Is Running? (1997)
- Bangkok Haunted (2001)
- One Take Only (Som and Bank: Bangkok for Sale) (2003)
- The Tesseract (2003)
- Ab-Normal Beauty (2004)
- Diary (2006)
- The Detective (2007)